# Dennis A. Ross

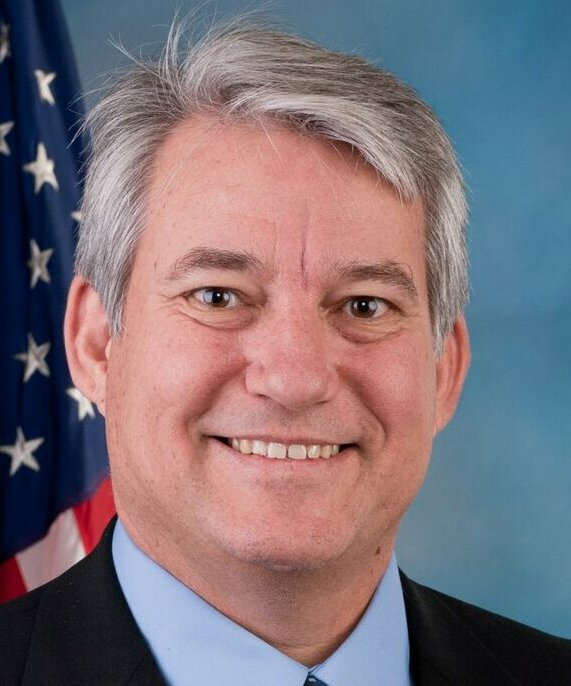
Dennis A. Ross

Dennis Alan Ross (* 18. Oktober 1959 in Lakeland, Florida) ist ein US-amerikanischer Politiker (Republikanische Partei). Von 2011 bis 2019 vertrat er den Bundesstaat Florida im US-Repräsentantenhaus.

## Werdegang
Dennis Ross besuchte bis 1977 die Lakeland Senior High School und studierte danach an der University of Florida sowie bis 1981 an der Auburn University in Alabama. Nach einem anschließenden Jurastudium an der Cumberland School of Law und seiner im Jahr 1987 erfolgten Zulassung als Rechtsanwalt begann er in seinem neuen Beruf zu praktizieren. Zwischenzeitlich arbeitete er auch für einige Computerfirmen.
Zwischen 2000 und 2008 saß Ross als Abgeordneter im Repräsentantenhaus von Florida. Bei den Kongresswahlen des Jahres 2010 wurde er im zwölften Wahlbezirk von Florida mit 48 Prozent der Stimmen in das US-Repräsentantenhaus in Washington, D.C. gewählt, wo er am 3. Januar 2011 die Nachfolge des nicht mehr kandidierenden Adam Putnam antrat. Dessen vormaligen Sitz hatte er zuvor schon im Parlament von Florida übernommen. Im Kongress ist Ross Mitglied im Financial Services Committee sowie in zwei Unterausschüssen. Innerhalb seiner Partei gehört er dem konservativen Republican Study Committee sowie dem Tea Party Caucus, dem Zusammenschluss der Anhänger der Tea-Party-Bewegung, an.
Nach drei Wiederwahlen in den Jahren 2012, 2014 und 2016 verzichtete Ross 2018 auf eine erneute Kandidatur und schied damit am 3. Januar 2019 aus dem US-Repräsentantenhaus aus. Nach einer im Jahr 2013 erfolgten Umstrukturierung der Kongresswahlbezirke in Florida, vertrat er seither den 15. Wahlkreis.
Ross ist verheiratet und hat zwei Söhne.